# Kanice (Plzeň)
Kanice é uma comuna checa localizada na região de Plzeň, distrito de Domažlice.